# Hypothemis
Hypothemis is een geslacht van libellen (Odonata) uit de familie van de korenbouten (Libellulidae).

## Soorten
Hypothemis omvat 1 soort:
- Hypothemis hageni Karsch, 1889